# Scipopus belzebul
Scipopus belzebul är en tvåvingeart som beskrevs av Ignaz Rudolph Schiner 1868. Scipopus belzebul ingår i släktet Scipopus och familjen skridflugor. Inga underarter finns listade i Catalogue of Life.